# Субкомпактвэн

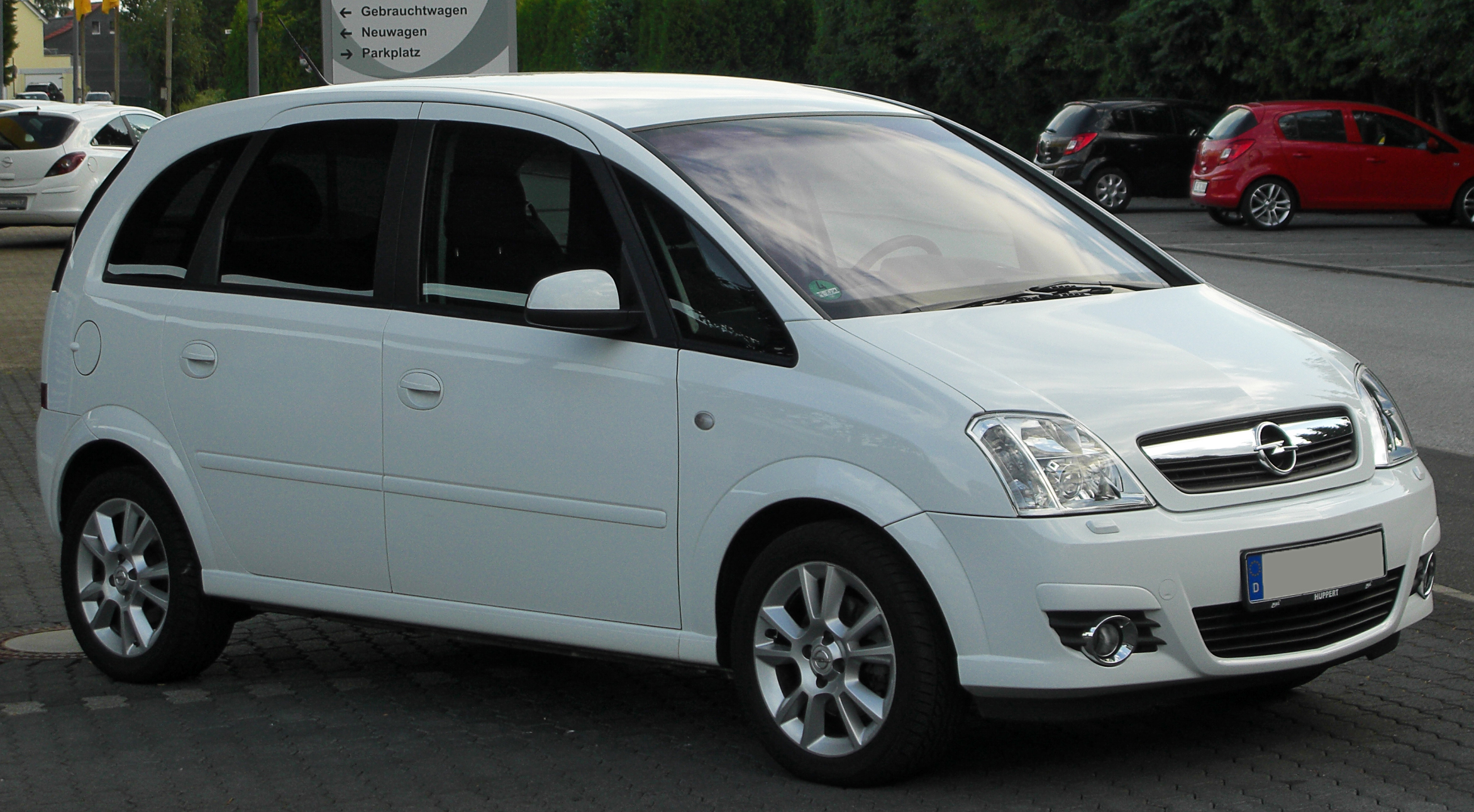
Opel Meriva MK1 (рестайлинг), один из первых в мире субкомпактвэнов.

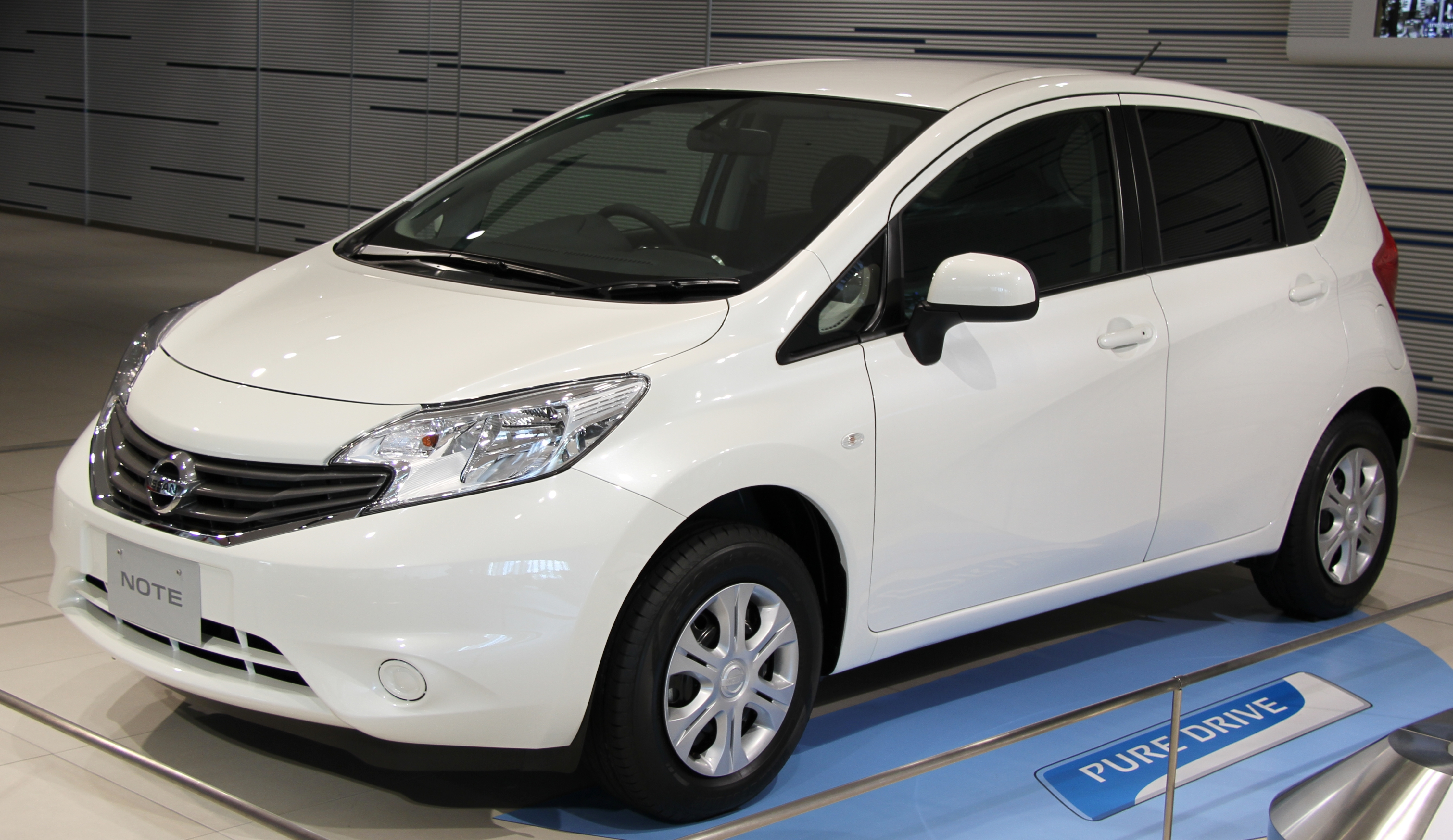
Nissan Note — один из самых больших субкомпактвэнов (4085 мм)

Субкомпактвэн (в европейском варианте Мини-MPV) — термин, использующийся в классификации автомобилей для обозначения небольших автомобилей, по размерам схожих с супермини или субкомпактными автомобилями с кузовом минивэн. Относятся к сегменту M по европейской классификации. Европейская организация Euro NCAP относит их к компактвэнам (small MPV). MPV в европейском обозначении означает «многоцелевой автомобиль», то есть минивэн. Субкомпактвэны имеют 5 посадочных мест и небольшое багажное отделение, увеличивающееся за счёт задних мест. Часто они имеют гибкий интерьер, позволяющий складывать сиденья и перемещать их для того, чтобы разложить груз по своему усмотрению. По сравнению с супермини субкомпактвэны имеют более высокую крышу.